# آباکو مرکزی

جزیره کت، باهاما (به لاتین: Central Abaco) یک شهرستان در باهاما است که در جزایر آباکو واقع شده‌است.

## خصوصیات
شهر مارش هاربور در این منطقه قرار گرفته‌است.